# Hichem Daoud
Hichem Daoud (né le 9 janvier 1992) est un joueur de handball Algérien. Il évolue au sein du Istres PH et de l'équipe nationale d'Algérie.
Il participe notamment au Championnat du monde 2015.

## Palmarès

### avec les Clubs
Istres OPH
- Vainqueur du Championnat de France de D2  : 2018

### avec l'Équipe d'Algérie
Championnat du monde de handball
- 15e place au championnat du monde 2011 ( Suède)
- 17e place au championnat du monde 2013 ( Espagne)
- 24e place au championnat du monde 2015 ( Qatar)
- 22e place au Championnat du monde 2021 ( Égypte)
- 31e place au Championnat du monde 2023 ( Pologne/ Suède)
- 30e place au Championnat du monde 2025 ( Croatie/ Danemark/ Norvège)

Championnat du monde junior
- 14e place au Championnat du monde junior 2011 ( Grèce)
- 24e place au Championnat du monde junior 2013 ( Bosnie-Herzégovine)

Championnat d'Afrique
- Médaille d'argent au championnat d'Afrique 2012 ( Maroc)
- Demi-finaliste au Championnat d'Afrique 2016 ( Égypte)
- 6e place au Championnat d'Afrique 2018 ( Gabon)
- Médaille d'bronze au Championnat d'Afrique  2020 ( Tunisie)
- Médaille d'argent au Championnat d'Afrique  2024 ( Égypte)

Autres
- Médaille d'bronze  aux Jeux africains de 2011

## Statistiques en championnat de France
| Saison  | Div.   | Club       | MJ  | Buts | Tirs | %       | 7m | Champ | 2 min | Moy. |
| ------- | ------ | ---------- | --- | ---- | ---- | ------- | -- | ----- | ----- | ---- |
| 2016/17 | Div. 2 | Istres OPH | 025 | 032  | 063  | 50,79 % | 0  | 032   | 07    | 1,28 |
| 2017/18 | Div. 2 | Istres OPH | 021 | 073  | 0114 | 64,04 % | 1  | 072   | 07    | 3,48 |
| 2016–   |        | Total      | 046 | 0105 | 0177 | 50,79 % | 1  | 0104  | 014   | 0,0  |